# Іван Главочевич
 Іван «Івіца» Главочевич (босн. Ivan Glavočević, 1918 — ?) — югославський футболіст, що грав на позиції півзахисника.

## Клубна кар'єра
Грав у складі футбольного клубу «Славія» (Сараєво), що виступав у вищому дивізіоні чемпіонату Югославії. Фіналіст Зимового кубка 1939 року — передвісника кубка Югославії. Турнір проводився взимку 1938—1939 років, але фінальні матчі проти «Югославії» (1:5, 0:0), учасником яких був Главочевич, були зіграні через рік у січні 1940 року.. 
В 1940 році став з командою срібним призером чемпіонату Югославії. 20 найсильніших команд були поділені на дві групи - сербську і хорватсько-словенську. «Славія» стала третьою у сербській лізі, а потім також посіла третє місце і у фінальному турнірі для шести команд. На рахунку Главочевича 10 матчів у фінальному турнірі.
Завдяки третьому місцю у чемпіонаті, «Славія» отримала можливість виступити у престижному центральноєвропейському Кубку Мітропи 1940, у якому того року брали участь лише клуби з Угорщини, Югославії і Румунії, через початок Другої світової війни. У чвертьфіналі «Славія» зустрічалась з сильним угорським «Ференцварошем». В домашньому матчі команда з Сараєво сенсаційно перемогла з рахунком 3:0, завдяки двом голам найбільш відомого нападника клубу Милана Райлича і голу Бранко Шаліпура. У матчі-відповіді лідер «Ференцвароша» Дьордь Шароші, який не грав у першій грі, забив 4 голи, а його команда перемогла з рахунком 11:1 і вийшла у півфінал. 
Сезон 1940-41 грав у складі «Славії» в чемпіонаті Сербії, хоча саме місто Сараєво після окупації німецькими військами відійшло до складу Незалежної Держави Хорватія. Після 1941 року клуб «Славія» не був активним, а по закінченні війни був розформований соціалістичною владою. 
Після війни грав у команді «Свобода» (Сараєво). У 1946 році «Свобода» об'єдналась з командою «Ударник», утворивши клуб «Торпедо», пізніше перейменований в ФК «Сараєво». До складу новоствореної команди увійшли найкращі гравці «Ударника» і «Свободи», серед яких і Главочевич. Виступав у складі клубу з 1946 по 1955 рік, зігравши у вищому дивізіоні 99 матчів, у яких забив 3 голи.

## Статистика виступів

### Статистика виступів у кубку Мітропи
| №                      | Розіграш               | Стадія                 | Дата та місце проведення | Команда 1              | Рахунок | Команда 2        | Голи |
| ---------------------- | ---------------------- | ---------------------- | ------------------------ | ---------------------- | ------- | ---------------- | ---- |
| 1                      | 1940                   | 1/4                    | 19.06.1940 Сараєво       | Славія (Сараєво)       | 3:0     | Ференцварош      |      |
| 2                      | 1940                   | 1/4                    | 23.06.1940 Будапешт      | Ференцварош            | 11:1    | Славія (Сараєво) |      |
| Всього у кубку Мітропи | Всього у кубку Мітропи | Всього у кубку Мітропи | Всього у кубку Мітропи   | Всього у кубку Мітропи | 2       |                  | 0    |

## Трофеї і досягнення
- Бронзовий призер чемпіонату Югославії: 1940
- Фіналіст Зимового кубка Югославії: 1939